# Latere Zhou
De Latere Zhou is een van de Vijf Dynastieën, die het noorden van het Chinees Keizerrijk regeerde tijdens de periode 907 en 960. Het was een van de kortste regeerperiodes uit de geschiedenis van China, namelijk van 951 tot 960. 

## Context
Keizer Liǔ Chéngyòu was pas zestien jaar toen hij aan de macht kwam, hij werd van de troon gestoten door zijn generaal Guo Wei, die een nieuwe dynastie oprichtte in 951.
Drie jaar later stierf Guo Wei aan een ziekte en werd opgevolgd door Chai Rong. Vijf jaar later stierf ook Chai Rong, hij werd opgevolgd door zijn zevenjarige zoon Guo Zongxun.
Generaal Zhao Kuangyin, de latere keizer Song Taizu, stootte Guo Zongxun in 960 van de troon en stichtte de Song-dynastie.
Xia · Shang · Zhou · Qin · Han · Drie Koninkrijken · Jin · Zuidelijke Dynastieën · Noordelijke Dynastieën · Sui · Tang · Vijf Dynastieën · Jin (Jurchen) · Song · Yuan · Ming · Qing